# Truxalis bolivari
Truxalis bolivari är en insektsart som beskrevs av Vitaly Michailovitsh Dirsh 1951. Truxalis bolivari ingår i släktet Truxalis och familjen gräshoppor. Inga underarter finns listade i Catalogue of Life.